# De robijn van Romana
 De robijn van Romana is het 11de stripverhaal van En daarmee basta!. De reeks wordt getekend door striptekenaarsduo Wim Swerts & Vanas. Tom Bouden neemt de scenario's voor zijn rekening. De strips worden uitgegeven door de Standaard Uitgeverij. Het stripalbum verscheen op 12 augustus 2009.

## Personages
In dit verhaal spelen de volgende personages mee:
- Joost, Stijn, Ruben, Bert, Patsy, Isa, Laura,

## Verhaal
Wanneer het vakantie is, en de bende gaat kamperen met de caravan, slaan ze hun tenten op in een mooi plekje naast een romantisch kasteeltje. Ze ontdekken ook dat op hetzelfde terrein een circus staat. Bert en Patsy gaan vissen. De rest vult hun tijd met een bezoekje aan het kasteel, en het circus. In het kasteel wordt een juweel tentoongesteld dat ooit toebehoorde aan de geliefden Romana en Julian ... Wanneer deze gestolen wordt, voelt Ruben en Joost zich geroepen om de dader te ontmaskeren zoals Sherlock Holmes.